# حصيف (اسم)
حصيف هو اسم علم مذكر من أصل عربي، ومعناه هو جيد الرأي محكم العقل.

## وصلات خارجية
- موسوعة السلطان قابوس لأسماء العرب نسخة محفوظة 5 أبريل 2019 على موقع واي باك مشين.